# R0 (België)
De R0, beter bekend als de (Grote) Ring rond Brussel (in het Frans: Ring de Bruxelles), is de grote ringweg rond de Belgische hoofdstad. In tegenstelling tot de Kleine Ring (R20) en de Middenring (R21) is de Grote Ring grotendeels uitgevoerd als autosnelweg. De weg is een belangrijke verkeersader van en naar Brussel, maar ook voor verkeer dat om het stadsgewest heen moet. Het belangrijkste kunstwerk is het viaduct van Vilvoorde (officiële naam: "Viaduct Zeekanaal Brussel-Schelde").
Op de Brusselse Ring komt dagelijks zeer zware congestie voor. Vooral tussen Sint-Stevens-Woluwe en Groot-Bijgaarden, waar de E40 langs de Brusselse Ring loopt, is de weg zeer zwaar overbelast, daar de weg maximale intensiteiten van meer dan 200.000 voertuigen per dag kent en slechts 2×3 rijstroken heeft. Op werkdagen kunnen er ook buiten de spits files ontstaan en ook in het weekeinde is het erg druk op de ringweg. Ongelukken op de ring leiden vrijwel meteen tot een grootschalig verkeersinfarct in de regio. Om deze redenen wordt de verbreding van de Brusselse Ring bestudeerd.
De R0 valt voor een deel samen met het traject van de E40 en van de E19; tussen de knooppunten Machelen en Groot-Bijgaarden zelfs met deze twee Europese wegen.

## Trivia

### Snelweg en autoweg
De Ring rond Brussel is geen volledige autosnelweg. Ten zuiden van Brussel werden het Ter Kamerenbos en het Zoniënwoud niet opgeofferd voor de aanleg van het laatste verbindingsstuk en wordt de Ring gevormd door een gewone autoweg met middenberm, deels gelegd op het tracé van de Tervuursesteenweg, een oude baan tussen Waterloo en Mechelen via Wezembeek-Oppem.

### Ringwegen in en om Brussel
De R0 wordt ook nadrukkelijk de Grote Ring rond Brussel genoemd, om verwarring te vermijden met de R20 binnen het centrum van de stad. Deze R20 noemt men de Kleine Ring. Deze weg is geen snelweg, maar een aaneenschakeling van lanen en tunnels die een vijfhoek rond het oude stadscentrum vormen met een uitloper langs Koekelberg aansluitend op de A10/E40.
De Middenring (R21) (langs de kazernes van Etterbeek, de VRT en rond het paleis van Laken) is een gedeeltelijke ringweg die tussen beide in loopt, maar enkel aan de west- en noordkant van het gewest.
De Tweede Ring (R22) (Oudergem-Kraainem) loopt ook enkel aan de westkant tussen de kleine en de grote ring, maar steekt aan de noordkant onder de grote ring door in het Vlaamse gewest tot aan de Verbrande Brug in Grimbergen.
De Middenring (R21) noch de Tweede Ring (R22) hebben het statuut van autosnelweg.

### Rijrichting
In verkeersinformatie wordt gesproken over de Brusselse "binnenring" wanneer de rijrichting in wijzerzin bedoeld wordt (dit is de richting aan de kant van de stad) en de Brusselse "buitenring" voor de rijrichting in tegenwijzerzin.

### Grondwettelijke verankering van de op- en afritten
In een Bijzondere Wet van 19 juli 2012 werd vastgelegd dat "De op- en afritten van de autosnelwegring om Brussel (R0) mogen enkel worden gesloten of onbruikbaar worden gemaakt nadat daarover overleg is gepleegd tussen de gewesten". Het Brusselse Hoofdstedelijk Gewest heeft op de manier inspraak gekregen over een materie die buiten haar grondgebied ligt.

## Wegbeheerders
De Ring rond Brussel loopt door de 3 Belgische Gewesten, dit betekent dat de Ring in z'n totaliteit wordt beheerd en onderhouden door drie verschillende wegbeheerders.
Tegen de wijzers van de klok in is dit de verdeling: tussen Groenendaal en Dilbeek is het Vlaams Gewest bevoegd. Enkel vanaf Anderlecht-Noord tot vlak voor Ruisbroek is Brussel Mobiliteit de wegbeheerder. Tussen Ruisbroek en Parking Hallerbos is dit opnieuw het Vlaams Gewest. Vanaf het Viaduct van Woutersbrakel tot iets na Argenteuil is het Waals Gewest bevoegd.
Samengevat geeft dit:
| Vlaams Gewest | Brussels Hoofdstedelijk Gewest | Waals Gewest |
| ------------- | ------------------------------ | ------------ |
| 51,7 km       | 5,5 km                         | 18,2 km      |
| 69%           | 7%                             | 24%          |

### Bewegwijzering

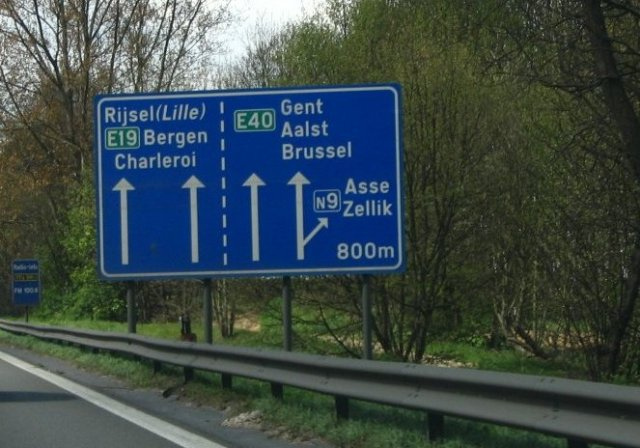
De Brusselse Ring op Vlaams grondgebied

Bovengenoemd feit dat de Ring rond Brussel door de drie gewesten loopt heeft ook consequenties voor de bewegwijzering. Hoewel de R0 wordt gezien als de Ring van Brussel, worden op grote delen van de ring de plaatsnamen op de borden langs en boven de weg uitsluitend in het Nederlands weergegeven (zoals de namen Brussel, Antwerpen en Gent, maar ook Namen, Luik en Bergen). Het gaat hier dan om de delen van de Ring die op Vlaams grondgebied liggen. Op de gedeelten van de Ring die op Waals grondgebied liggen, is dit uitsluitend in het Frans (zoals Bruxelles, Mons, Gand). Op het gedeelte van de Ring dat op het grondgebied van het Brussels Hoofdstedelijk Gewest ligt, worden alle plaatsnamen tweetalig weergegeven op de borden (voor zover de plaatsen in beide talen officieel een eigen naam hebben). Plaatsnamen op de borden hier zien eruit als bijvoorbeeld: Mons-Bergen, Namur-Namen, Antwerpen-Anvers, Gent-Gand. Enkel de stad Rijsel wordt ook op Vlaams grondgebied in twee talen opgenomen.

## Geschiedenis

### Concept
Het idee van een Grote Ring rond Brussel gaat al een stuk langer mee dan dat voor een Grote Ring rond Antwerpen. In het eerste autosnelwegenplan uit 1949 staat de R0 al geprogrammeerd. De Ring zou in het zuiden gesloten worden ten noorden van Drogenbos via Ukkel, waar hij aansluiting vindt met de Terhulpensesteenweg, die later deel zou uitmaken van de R22.

### Expo 58
De verschillende vakken van de Ring werden geleidelijk aan aangelegd. Het eerste wegvak, tussen Strombeek-Bever en Groot-Bijgaarden, werd reeds geopend in 1958, ter gelegenheid van de EXPO 58. Het volgende gedeelte werd aangelegd als deel van de E19 tussen Drogenbos en Hoog-Itter rond 1970. Pas later, wanneer het duidelijk werd dat de Ring niet via Ukkel (Leonard - Vorst) gesloten zou worden, ging dit deel uitmaken van de R0.

### Jaren 70
Van de eigenlijke realisatie van de Grote Ring werd pas echt werk gemaakt in de jaren 70 onder minister Jos De Saeger. Begin jaren 70 voorzag hij de voltooiing van de Grote Ring tegen 1975. Door de crisis die in 1973 opstak en tot matiging noopte, werd dit uiteindelijk 1978. In 1972 zag men af van een sluiting van de ring door Ukkel. In plaats hiervan werd het tracé van de ooit geplande A202 opgepikt om de Ring op deze manier te sluiten via de reeds aangelegde E19 tussen Hoog-Itter en Drogenbos.
In 1974 opende het deel tussen Sint-Stevens-Woluwe en het knooppunt Zaventem, op dat moment nog een rotonde. Het gedeelte tussen de Leeuw van Waterloo (Eigenbrakel) en Waterloo, geopend in 1975, werd oorspronkelijk aangelegd als deel van de autosnelweg A5 die nooit werd gerealiseerd. In 1977 komen twee grote stukken klaar: van Machelen naar Strombeek-Bever (met o.a. het Viaduct van Vilvoorde) en van Anderlecht tot Drogenbos. In 1978 worden de laatste delen opgeleverd: Groot-Bijgaarden - Anderlecht, Hoog-Itter - Eigenbrakel en de binnenzijde van het viaduct van Vilvoorde.

### Latere aanpassingen
Sinds 1980 waren er plannen om het oudste deel van de ring, het deel dat aan het einde van de jaren 50 aangelegd werd (tussen Groot-Bijgaarden en Strombeek) aan te passen aan de moderne standaarden. In de jaren 80 en 90 werden slechts een beperkt aantal gedeeltes vernieuwd.
Halverwege de jaren 80 werden de knooppunten van Groot-Bijgaarden en Strombeek-Bever heraangelegd. Bij de bouw het van UZ Jette wordt het op- en afrittencomplex nummer 9 (Jette) licht gewijzigd met een op-en afrit in de richting van Groot-Bijgaarden. Aan het einde van de jaren 90 werd afrit 10 (Zellik) vernieuwd naar aanleiding van de aanleg van een nieuwe omleiding van de N9 met snelwegprofiel. Hierbij werd de ring ook aangepast, maar deze verbreding stopt vandaag abrupt voor het Laarbeekbos. Tot een algemene heraanleg kwam van het oudste deel van de ring kwam het dus niet, voornamelijk door de smalle bedding van de ring nabij het beschermde Laarbeekbos. Op dit tracé ontbreekt bijvoorbeeld een pechstrook.

## Heraanleg en verbreding noordelijke Ring

### Studies

#### Streefbeeldstudie
In januari 2003 werd een streefbeeldstudie R0 noord opgemaakt, die de gewenste langetermijnsontwikkeling van de hoofdweg onderzocht. Er werd voorgesteld om tussen knooppunt Sint-Stevens-Woluwe en knooppunt Groot-Bijgaarden een 3+2 parallelstructuur uit te bouwen. Voor de kruising van deze nieuwe parallelstructuur met het kanaal Brussel-Schelde werden op lange termijn twee opties voorgesteld: een tweede viaduct naast het huidige viaduct van Vilvoorde of een parallelstructuur via de N209, een tweede Budabrug en een nieuwe verbinding naar knooppunt Machelen. Vanwege de hoge kosten van deze opties (zie ook MKBA) werd in eerste instantie gedacht de parallelstructuur tussen knooppunt Strombeek-Bever en knooppunt Machelen te vervangen door de aanleg van vierde rijstrook tussen Strombeek-Bever en Machelen en een doorlopende in- en uitvoegstrook tussen Strombeek-Bever en de afrit Koningslo.

#### plan-MER
In 2008 maakte de regering-Peeters I bekend de intentie te hebben de Brusselse Ring te willen verbreden tussen knooppunt Sint-Stevens-Woluwe en knooppunt Groot-Bijgaarden. Voor het gedeelte tussen knooppunt Groot-Bijgaarden en knooppunt Strombeek-Bever voorzag men de realisatie van de ooit geplande parallelstructuur (2x 3+2 rijstroken). Op het rustigere deel tussen Strombeek-Bever en Machelen (met onder andere de Viaduct van Vilvoorde) plande men geen parallelstructuur, maar wel een verbreding tot vier rijstroken met één doorlopende weefstrook tussen de op- en afritten, conform de streefbeeldstudie uit 2003. Ook voor het het gedeelte tussen knooppunt Sint-Stevens-Woluwe en knooppunt Machelen plande men een configuratie met parallelbanen (2x 3+2 rijstroken). Men achtte deze laatste zone ('zone Zaventem') als het meest haalbare op korte termijn. In 2008 werd daartoe de procedure voor een plan-MER opgestart. Het plan dat men wenste te bestuderen in het plan-MER voorzag volgens een "predict and provide"-methodologie in de aanleg van een parallelbaan met 4 tot 5 rijvakken waar de weving tussen op- en afritten dient plaats te vinden. Hierdoor zou ring op bepaalde plaatsen tot 15 rijvakken breed worden, met een mogelijke verbreding tot 17 rijstroken (aanleg vierde rijstrook tussen Sint-Stevens-Woluwe en Machelen).
Er kwam echter tegenstand over de manier waarop het dossier snel-snel werd afgehandeld. Ook de dienst mer van de Vlaamse Overheid vroeg de regering om eerst een strategisch MER op te maken waarin de globale visie ontwikkeld wordt. Ook ontstond de vrees dat vijf hectare van het beschermde Laarbeekbos zou moeten verdwijnen voor de verbreding.
In 2011 startte de Regering-Peeters II met de opmaak van een strategisch MER (sMER) waarin verschillende oplossingen voor de verkeersproblematiek rond Brussel onderzocht werden. Verschillende oude en nieuwe ideeën werden hierbij onderzocht: de autosnelweg Leuven - Mechelen - Aalst als 'Vlaamse Transversale', een tunnel onder Brussel die beiden einden van de E40 zou verbinden, de sluiting van de Brusselse Ring tussen het Leonardkruispunt en Vorst en een dubbeldeksring (idee van Jean-Marie Dedecker). Ook werd de impact van een tunnel tussen de E19 en de E40 (onder de luchthaven) onderzocht. In de evaluatie werden deze plannen gecombineerd met mogelijke scenario's waarbij het aanbod van het openbaar vervoer en voor de fiets wordt gemaximaliseerd (o.a. een operationeel GEN en fietsostrades) en waarbij er rekeningrijden wordt ingevoerd. Uit het sMER bleek dat geen enkele van de infrastructurele oplossingen een volledige oplossing voor het fileprobleem in de regio zou bieden. Enkel in combinatie met rekeningrijden zou dit mogelijk zijn. Van de verschillend infrastructurele ingrepen scoorden de verbreding en de E40-tunnel het beste. Bij deze laatste zouden er wel problemen met de verkeersafwikkeling kunnen ontstaan bij de tunnelmonden. De verbreding die in het sMER onderzocht werd is gelijkaardig aan de verbreding die eerder in het plan-MER in 2008 onderzocht werd, met een verschil voor het vak tussen Strombeek-Bever en Koningslo, waar er voor drie rijstroken en doorlopende weefstrook tussen de op- en afritten wordt gekozen in plaats van de eerdere vier rijstroken met weefstrook.

#### Studies door derden
In juni 2012 worden de kosten van de verbreding volgens een verslag van de Vlaamse Mobiliteitsraad (een raad onder auspiciën van de Vlaamse Overheid) geraamd op 1 miljard euro voor de zone Noord (Machelen - Groot-Bijgaarden), waarvan 145 miljoen voor flankerende maatregelen voor het openbaar vervoer en de fiets.
In 2012 schatte het mobiliteitsstudiebureau 'Transport & Mobility Leuven' in een MKBA dat een verbreding maximaal nog maar 645 miljoen euro mag kosten om nog maatschappelijk rendabel te zijn. Zij voorspelden dat bij een verbreding de files op de toevoersnelwegen naar de Ring zouden toenemen, waardoor daar de rittijd zou stijgen. Het invoeren van rekeningrijden zou veel voordeliger zijn en men pleitte om eerst rekeningrijden in te voeren vooraleer een verbreding uit te voeren.

#### MKBA
In januari 2013 werd de Maatschappelijke kosten-batenanalyse (MKBA) voor de optimalisatie van de Noordelijke R0 afgewerkt. Hierin evalueerde men de verschillende projectalternatieven voor een periode van 2013 tot 2050. Ook werd een tweede viaduct van Vilvoorde, een tunnel onder de luchthaven, die de E40 met de E19 zou verbinden en als bypass zou fungeren en een omleiding bij het Laarbeekbos onderzocht.
Voor de dubbeldek-alternatieven was de MKBA veel minder positief dan voor het basisalternatief van de regering. Voor gelijke baten te behalen kosten deze immers veel meer. De opbrengst per geïnvesteerde euro was voor het basisproject (ca. 12€) veel groter dan deze in de overige alternatieven. Anders gezegd kan het basisproject met een beperktere investering een gelijkaardige 'opbrengst' genereren dan de overige alternatieven.
| Projectalternatieven                              | kosten (M €) | baten (M €) | balans (M €) | verhouding |
| ------------------------------------------------- | ------------ | ----------- | ------------ | ---------- |
| Basisproject verbreding                           | 316          | 3660        | 3344         | 11,6       |
| Basisproject + omleiding t.h.v. Laarbeekbos       | 317          | 3660        | 3343         | 11,5       |
| Basisproject + extra viaduct Vilvoorde            | 560          | 3703        | 3143         | 6,6        |
| Basisproject + tunnel luchthaven                  | 1285         | 4755        | 3470         | 3,7        |
| Basisproject - variant dubbeldek (onder maaiveld) | 1633         | 3366        | 1733         | 2,1        |
| Basisproject - variant dubbeldek (boven maaiveld) | 945          | 3392        | 2447         | 3,6        |
| Tunnel E40-E40                                    | 2459         | 6285        | 3826         | 2,6        |

Verder bleek dat in het geval de verbreding wordt gerealiseerd, een extra viaduct in Vilvoorde niet rendabel is. De tunnel onder de luchthaven zou ongeveer evenveel kosten (969 M€) dan hij opbrengt in baten (1095M€).

#### Beslissing
Na de afwerking van het sMER en de MKBA in 2013 koos de Regering-Peeters II in 2013 voor de herinrichting van de huidige ring. Het voorontwerp van de herinrichting van de ring werd in maart 2016 toegelicht. Men kiest voor het basisproject met omleiding ter hoogte van het Laarbeekbos. Hierbij wordt de relatief steile helling van de ring bij het Laarbeekbos weggewerkt en wordt er eveneens een ecoduct voorzien ter hoogte van het bos. Eerder maakte het Agentschap voor Natuur en Bos al bekend dat het 26 hectare landbouwgrond aan de overzijde van de ring ter hoogte van het Laarbeekbos had aangekocht met de bedoeling er vanaf 2028 te starten met het planten van een nieuw bos. Op het viaduct van Vilvoorde komt een vierde rijstrook in beide richtingen. Tussen Strombeek en Koningslo zouden er toch vier rijstroken komen, waarvan twee voor doorgaand verkeer en twee voor lokaal verkeer.

### Uitvoering werken
Op 25 oktober 2013 koos de Vlaamse regering op basis van de sMER en MKBA voor de verbreding van de huidige ring. De werken zouden aanvankelijk in 2016 starten in de zone Zaventem. De zone Noord zou volgen in 2017-2018. De kosten werden geschat op 98 miljoen euro voor de zone Zaventem en 280 miljoen voor de rest van de Noordelijke Ring. Eerder werden de kosten voor de zone Zaventem geschat op 150 miljoen euro en 170 miljoen euro voor de zone Noord. Vooraleer de werken van start kunnen gaan, moet er echter eerst het plan-MER afgewerkt worden en moet er vervolgens nog een ruimtelijk uitvoeringsplan en stedenbouwkundige vergunning komen. Anno 2016 werd de startdatum door de verantwoordelijke instantie (Agentschap Wegen en Verkeer) verschoven naar 2019.
Vanaf 2017 legt De Werkvennootschap zich toe op het project (in plaats van het Agentschap Wegen en Verkeer). In 2018 wordt het geïntegreerde planproces voor de herinrichting van R0 opgestart, een zes jaar durend proces dat door middel van ruim overleg tot het nodige ruimtelijk uitvoeringsplan moet komen. In maart 2024 keurde de Vlaamse regering het gewestelijk ruimtelijk uitvoeringsplan voor het hele project goed.
Enkele deelprojecten (quickwins) werden al eerder opgestart, zoals de heraanleg van het oprittencomplex van de N209 (Tyraslaan-Medialaan) in Vilvoorde of de heraanleg van het knooppunt met de A201 in Zaventem tot een single-point urban interchange.
In mei 2024 werd de totale kost geschat op 3,5 miljard euro, en besliste de Vlaamse regering een publiek-private samenwerking op te zetten voor de eerste fase vanaf 2026, tussen het knooppunt Machelen met de E19 en het knooppunt Sint-Stevens-Woluwe met de E40.

### Tegenstanders
Tegenstanders halen aan dat in het sMER aangetoond werd dat de verbreding de files niet oplost, maar enkel verlicht. Verder is men ervan overtuigd dat een vlottere doorstroming een aanzuigeffect zal creëren: mensen zullen opnieuw overstappen van het openbaar vervoer naar de auto wanneer de rijtijden verkorten. Files zullen blijven bestaan en de luchtvervuiling in de omgeving van de Ring, zoals roet en NO2 zal enkel toenemen. Voorstanders (de Vlaamse regering, Voka Vlaams-Brabant,...) zeggen dat de Ring op deze manier wordt 'afgewerkt' zoals hij oorspronkelijk ontworpen was en dat een verbreding het sluipverkeer in de omgeving van de Ring kan verminderen.

## Milieu
Wanneer het maaibeheer van de bermen op een ecologische manier wordt uitgevoerd, kunnen die snelwegbermen een belangrijke bijdrage leveren aan de biodiversiteit. Zo bleken in 2020 na 20 jaar ecologisch beheer langs de Ring 9 plantensoorten uit de Rode lijst te staan, waaronder 5 soorten orchideeën.
In het kader van het Vlaams Energie- en Klimaatplan 2021-2030 werd de snelheid op de Brusselse ring vanaf 1 september 2020 verlaagd van 120 km/uur naar 100 km/uur.

## Galerij

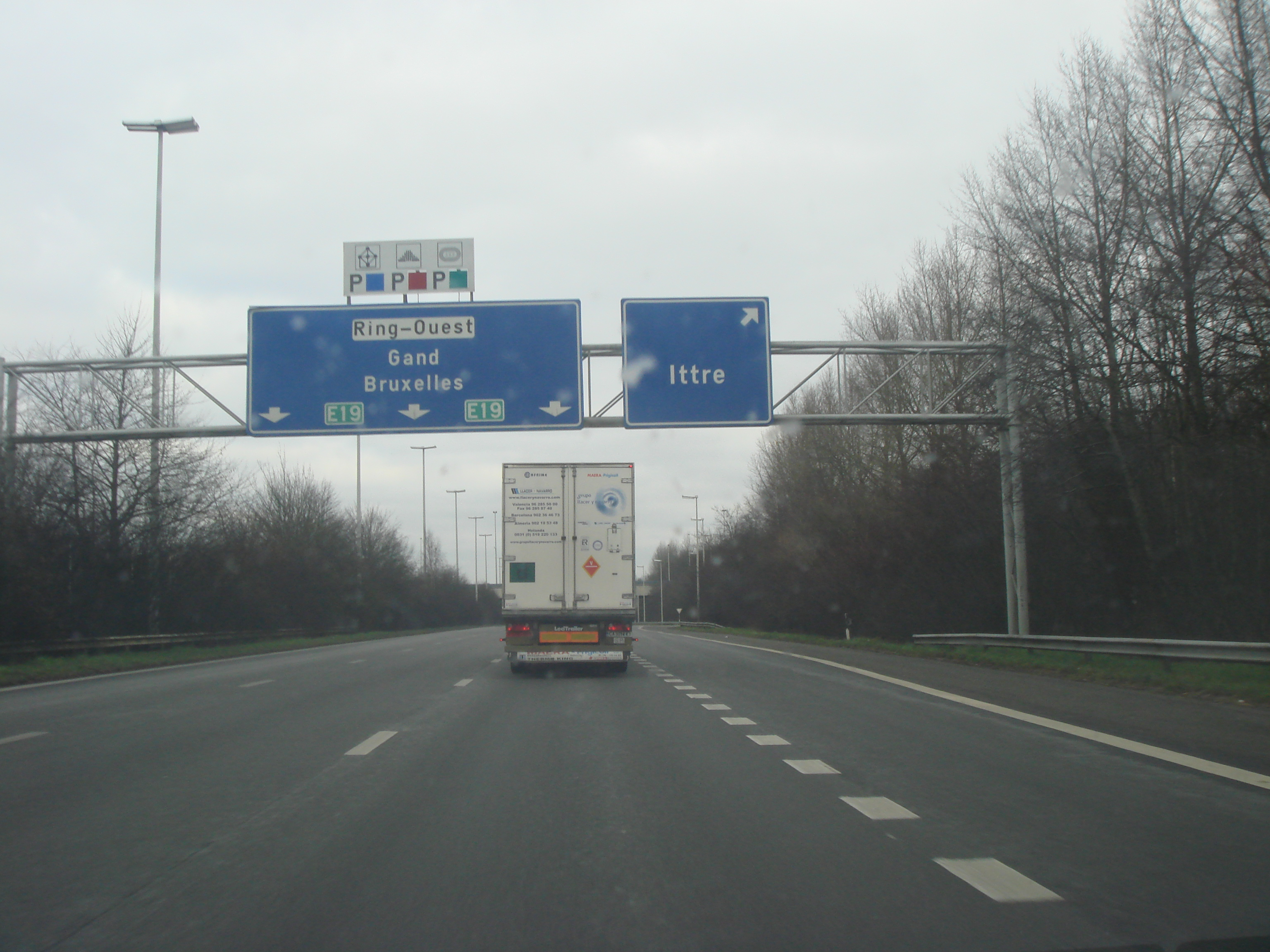
Knooppunt Hoog-Itter.
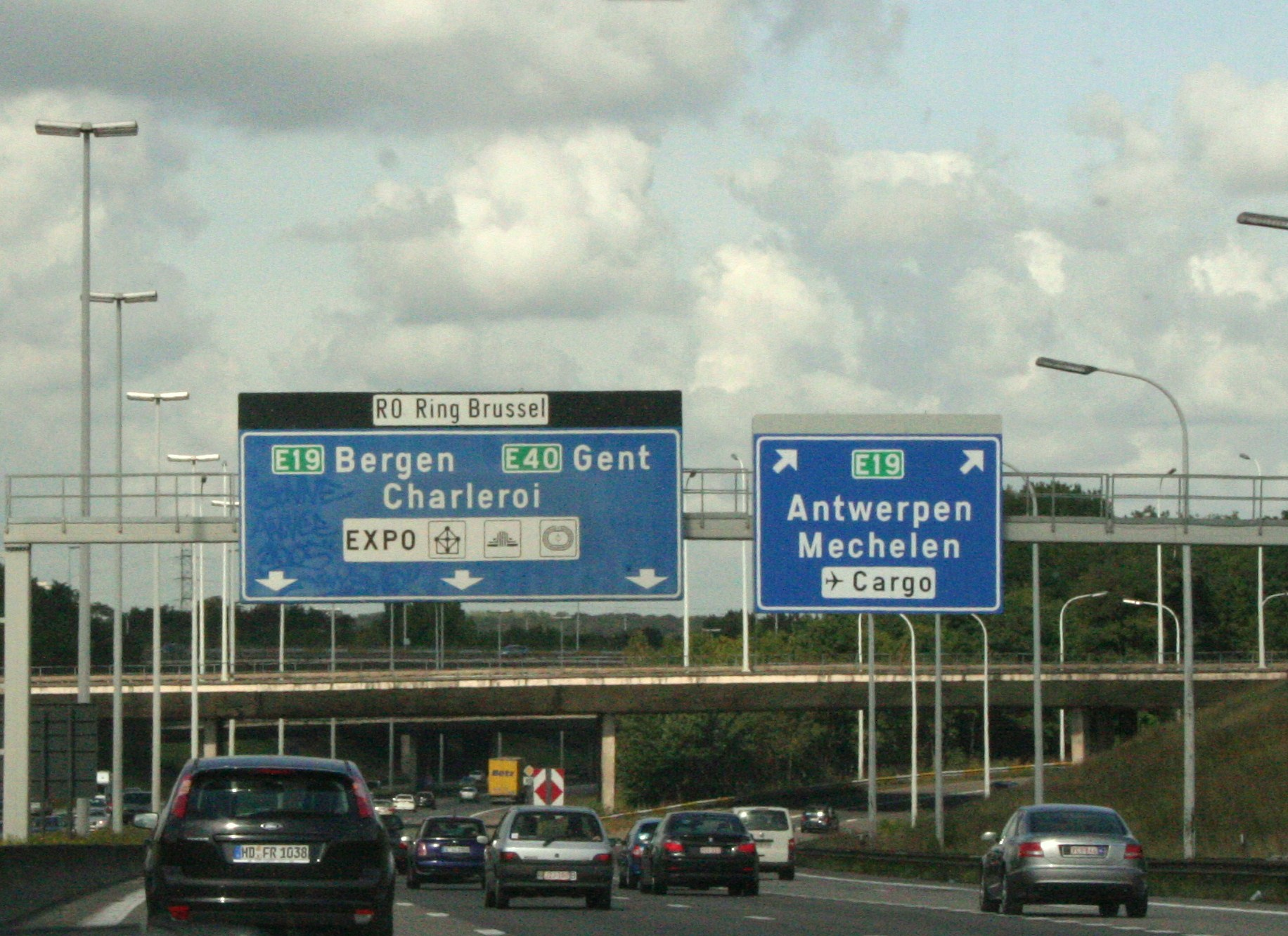
De R0 ter hoogte van Machelen.
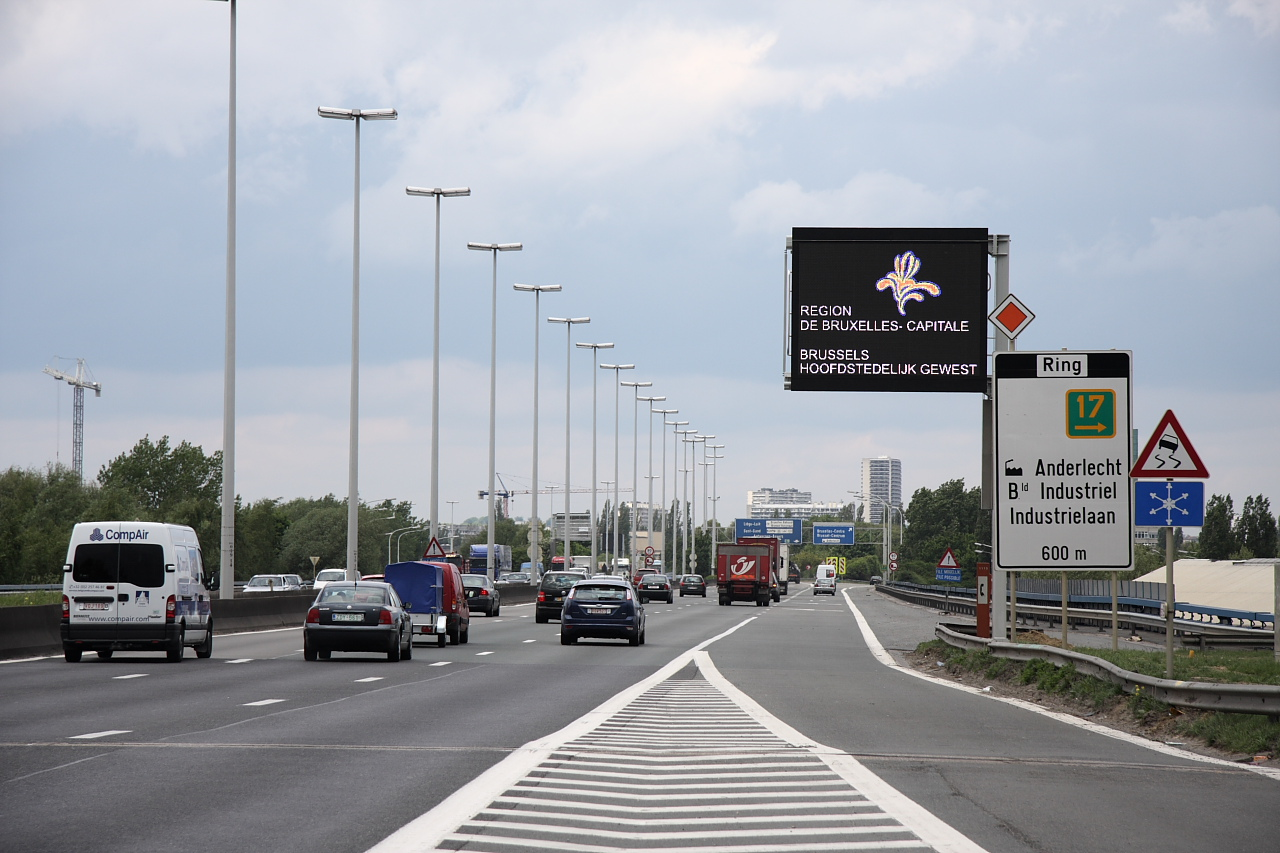
Binnenring - Complex 17: Anderlecht-Industrie
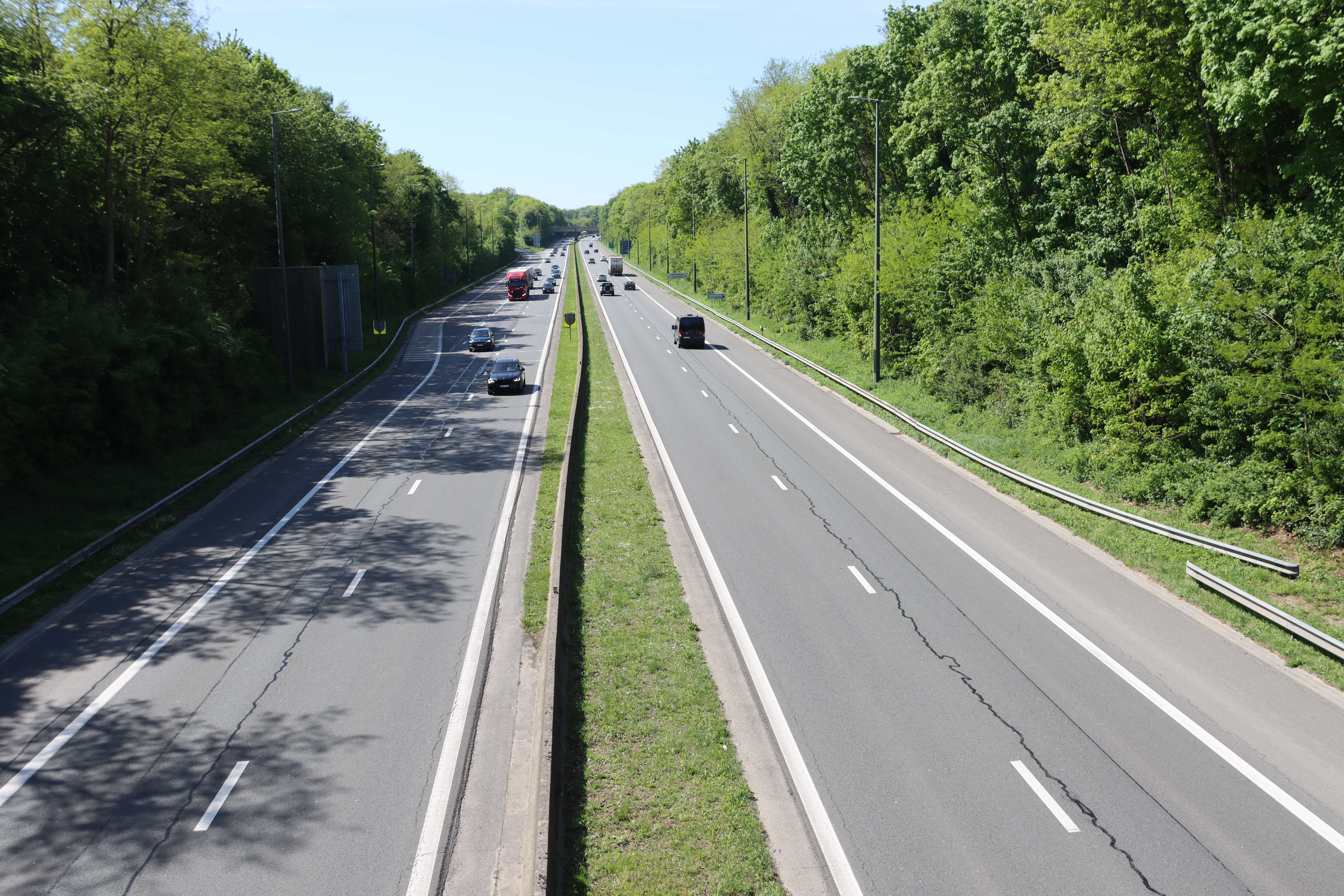
R0 in Eigenbrakel